# Bongsu-myeon
Bongsu-myeon (koreanska: 봉수면) är en socken i kommunen Uiryeong-gun i provinsen Södra Gyeongsang, i den centrala delen av Sydkorea, 260 km söder om huvudstaden Seoul.